# Libellago celebensis
Libellago celebensis är en trollsländeart. Libellago celebensis ingår i släktet Libellago och familjen Chlorocyphidae.

## Underarter
Arten delas in i följande underarter:
- L. c. dorsonigra
- L. c. anoa
- L. c. orientalis
- L. c. celebensis